# ÖBB 4023/4024/4124
ÖBB 4023/4024/4124 sont une série de locomotives électrique universelle, des Chemins de fer fédéraux autrichiens (en allemand : Österreichische Bundesbahnen (ÖBB)), utilisées pour le trafic du S-Bahn et régional.

## Détails
Série 4023
L'ÖBB appelle la version en trois parties de la série de wagons TALENT 4023. Cette variante plus courte est utilisée sur le S-Bahn de Salzbourg entre Freilassing et Golling-Abtenau.
Série 4124
Les unités des séries 4124, ex 4824, sont des unités multiples électriques à deux systèmes pour le trafic sur les réseaux 15 kV et 25 kV.